# Виброход
Виброход — транспортное средство, машина или автоматическое устройство для движения по твёрдым поверхностям с вибрационным движителем. В настоящее время представлены в основном многочисленными электрическими детскими игрушками на батарейках.

## Общие сведения
Принцип действия основан на возникновении продольных сил при вибрации гибких щетинок, расположенных наклонно к опорной поверхности. В ходе вибрации чередуются фазы упругого сгибания щетинок при движении корпуса виброхода к опорной поверхности и фазы отталкивания щетинок от поверхности с поперечных их смещением вследствие инерции при обратном движении.
Для получения вибрации может использоваться любой двигатель с неуравновешенным центром масс движущихся частей, например электродвигатель с эксцентрическим маховиком. Простейший виброход представляет собой электромоторчик с эксцентриком и батарейку, закреплённые на простой платяной щётке. Недостатками виброхода являются невозможность движения по нежёстким поверхностям и сильная вибрация корпуса, к достоинствам относятся предельная простота и надёжность конструкции.
Во второй половине XX века в научно-популярной литературе виброход рассматривался как перспективное транспортное средство, однако применения в данном качестве он не нашёл. В конце XX века виброходы были популярными самодельными игрушками, в начале XXI века они появились в широком ассортименте фабричных игрушек.